# Grieks honkbalteam

De Griekse vlag.

Het Grieks honkbalteam is het nationale honkbalteam van Griekenland. Het team vertegenwoordigt het land tijdens internationale wedstrijden.
Het Grieks honkbalteam sloot zich in 1999 aan bij de Europese Honkbalfederatie (CEB), de continentale bond voor Europa van de IBAF.

## Kampioenschappen

### Olympische Spelen
Griekenland nam eenmaal deel aan de Olympische Spelen, dit was in 2004 in eigen land. Ze behaalden de zevende plaats.
| Editie    | 2004 |
| Prestatie | 7e   |

### Wereldkampioenschap
Griekenland heeft in 2011 voor het eerst meegedaan aan het wereldkampioenschap honkbal. Ze behaalden de zestiende plaats.
| Editie    | 2011 |
| Prestatie | 16e  |

### Europees kampioenschap
Griekenland nam acht keer deel aan het Europees kampioenschap honkbal. De tweede plaats in hun debuutjaar 2003 was de hoogste klassering.
| Editie    | 2003   | 2005 | 2010 | 2012 | 2014 | 2016 | 2019 | 2021 | 2023 |
| Prestatie | Zilver | 9e   | 4e   | 7e   | 10e  | 11e  | -    | 14e  | 13e  |

-  = geen deelname 